# Astronia grandiflora
Astronia grandiflora är en tvåhjärtbladig växtart som beskrevs av J.F. Maxwell. Astronia grandiflora ingår i släktet Astronia och familjen Melastomataceae. Inga underarter finns listade i Catalogue of Life.